# Depresión de Chiapas

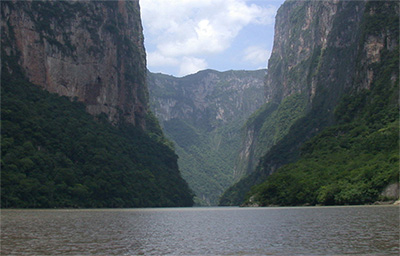
Depresión de Chiapas

La depresión de Chiapas o depresión Central separa la Sierra Madre de Chiapas de la región Los Altos de Chiapas, en el estado del mismo nombre. Bajando por depresiones de la Sierra Lacandona o lacantun. Subiendo sobre Guatemala y Honduras hasta el Golfo de Honduras y perdiéndose sobre El Salvador que reconoce el mismo accidente geográfico como la Sierra Madre Centroamericana.
Algunas sierras desembocan en la península de Yucatán y otras en el océano Atlántico. Es la parte mesoamericana que ocupa gran territorio peninsular en Centroamérica. Delimita las fronteras de Honduras, El Salvador, Guatemala, Belice y México. Finalmente incorporándose a la Sierra Madre del Sur desde Oaxaca en México.